# (4336) Jasniewicz
(4336) Jasniewicz es un asteroide perteneciente al cinturón de asteroides, descubierto el 31 de agosto de 1984 por Brian A. Skiff desde la Estación Anderson Mesa (condado de Coconino, cerca de Flagstaff, Arizona, Estados Unidos).

## Designación y nombre
Designado provisionalmente como 1984 QE1. Fue nombrado Jasniewicz en honor al astrónomo francés Gerard Jasniewicz del Observatorio de Estrasburgo, amigo del descubridor.

## Características orbitales
Jasniewicz está situado a una distancia media del Sol de 2,330 ua, pudiendo alejarse hasta 2,860 ua y acercarse hasta 1,800 ua. Su excentricidad es 0,227 y la inclinación orbital 7,952 grados. Emplea 1299 días en completar una órbita alrededor del Sol.

## Características físicas
La magnitud absoluta de Jasniewicz es 13,5.